# Barão de Sendal
Barão de Sendal é um título nobiliárquico criado por D. Luís I de Portugal, por Decreto de 7 de Junho de 1888, em favor de David Cohen de Castro e Lara.
Titulares
1. David Cohen de Castro e Lara, 1.º Barão de Sendal.